# Pamfilos (martyr)
Pamfilos (grekiska: Πάμφιλος), död 16 februari 309, var presbyter i Caesarea i Palestina. Han dog som martyr.
Pamfilos gjorde stora insatser i det teologiska studielivet i Caesarea, framförallt i fråga om Nya Testamentets textkritik. Han kopierade ett stort antal av Origenes skrifter för det bibliotek som han skapade, eller åtminstone utvidgade betydligt, i staden. Sedan han kastats i fängelse skrev han tillsammans med sin vän kyrkohistorikern Eusebios en apologi för Origenes i fem böcker, varav endast den första finns kvar i dag.